# St. Remigius (Osthofen)

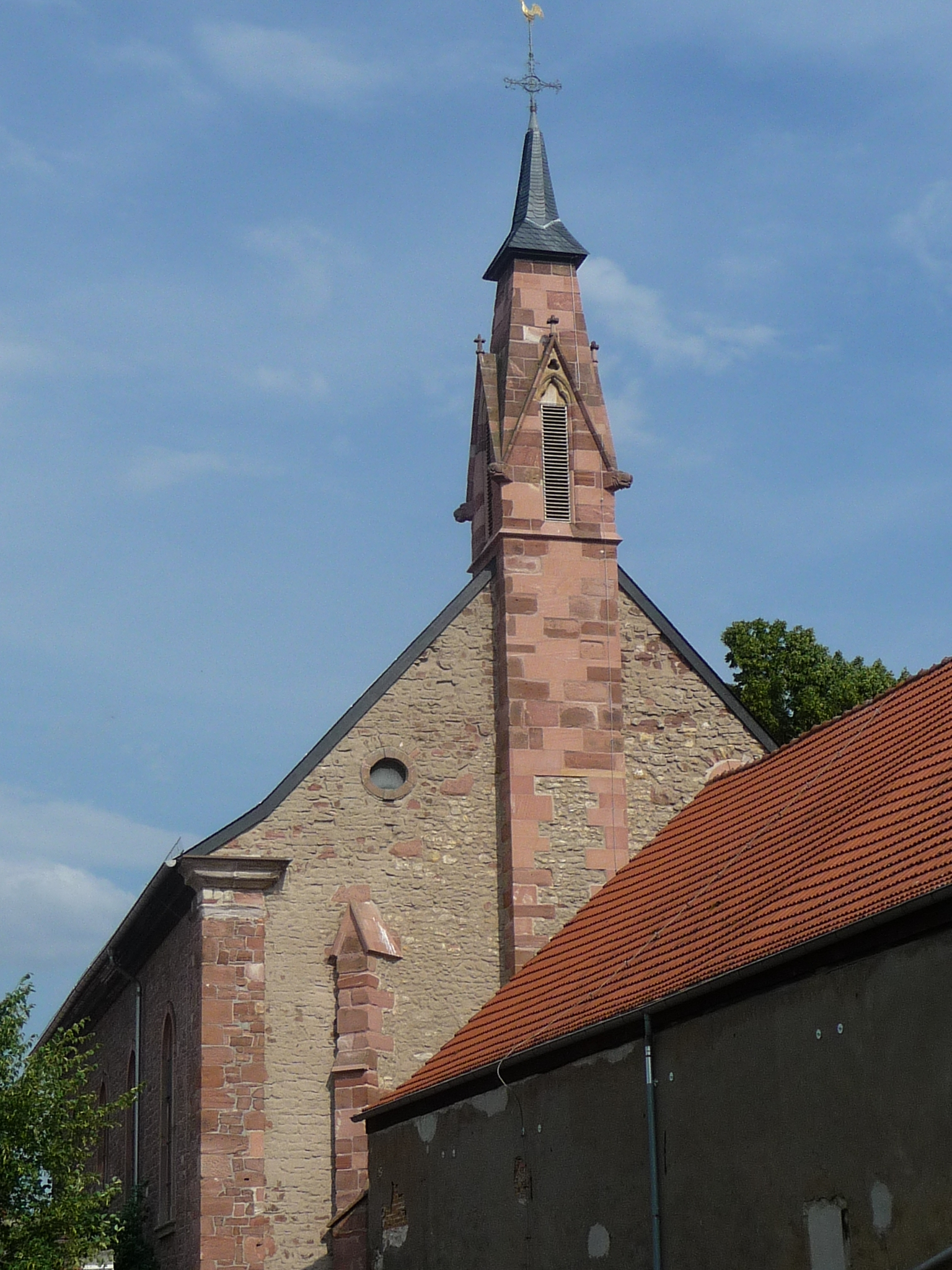
Der gotische Dachreiter

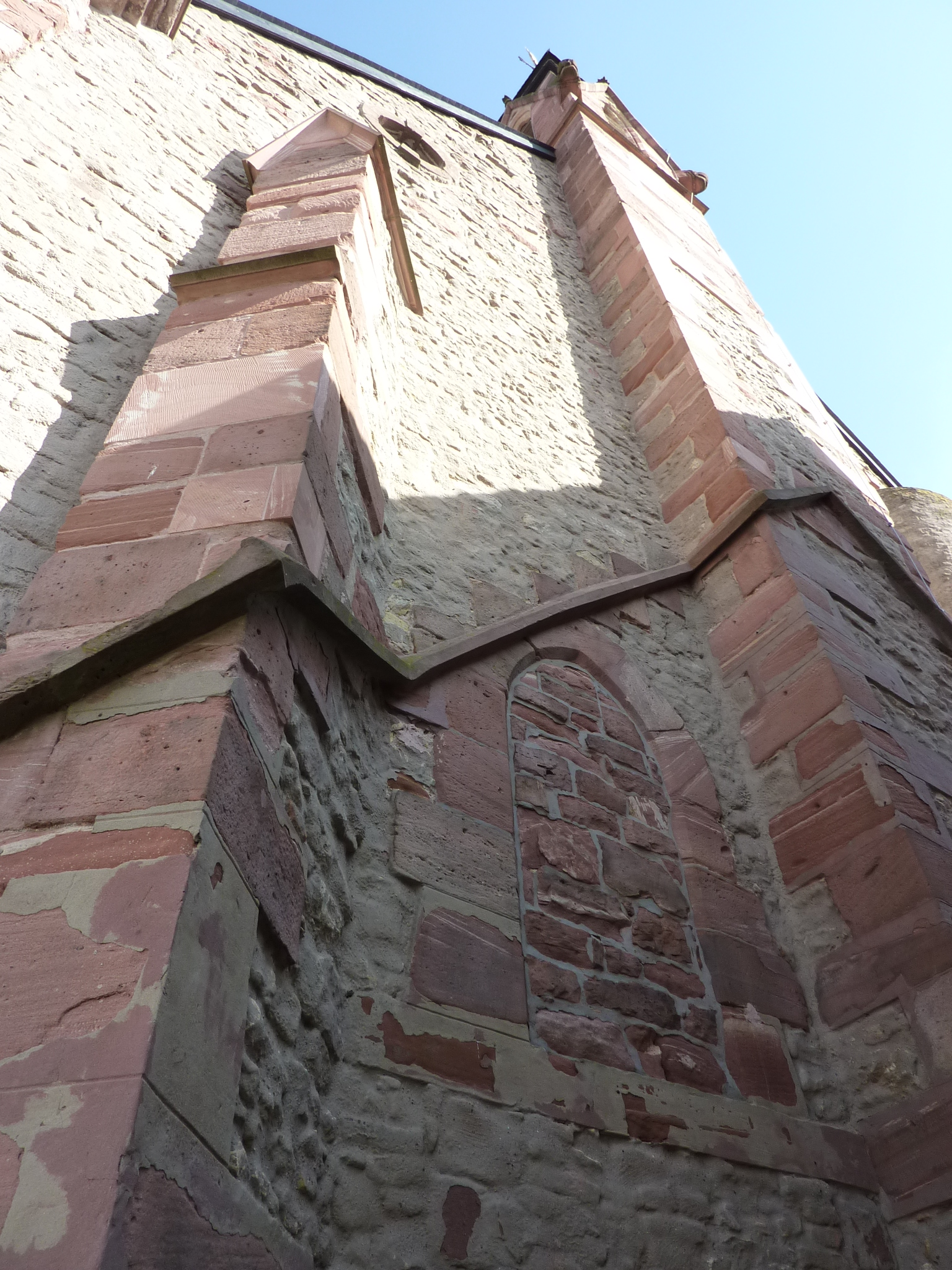
Detail der Westwand mit Strebepfeiler und gotischem Fenster

St. Remigius (ehemals Liebfrauen) ist eine römisch-katholische Kirche in Osthofen (Landkreis Alzey-Worms) in Rheinland-Pfalz. Die im Kern gotische Kirche geht auf eine Kapelle einer Kommende des Templerordens zurück.

## Geschichte
Die heutige Remigiuskirche wurde Ende des 13. Jahrhunderts als Templerkapelle errichtet. Nach 1312 gehörte sie der Johanniterkommende Worms. Vergleichbar der Templerkapelle Iben besaß sie einen steinernen Dachreiter, der sich heute noch über der Westwand erhebt. Wie in Iben wird der Dachreiter von zwei Konsolen über einem Spitzbogen getragen. Die Westwand wird von gotischen Strebepfeilern gestützt und zeigt ein vermauertes spitzbogiges Fenster. Die Langhauswände und der dreiseitig geschlossene Chor wurden nach einem Teilabriss neu aufgeführt und 1792 vom Wormser Bischof Karl Theodor von Dalberg geweiht; sie besitzen noch einen gotischen Mauerkern. Als Schutzpatron wurde der heilige Bischof Remigius von Reims bestimmt.
Eine 1820 eingebaute Kanzel trägt an der Rückseite das Wappen der Karmeliten. Obwohl es naheliegt, ist aber nicht belegt, dass sie aus dem einige Jahre zuvor aufgelösten Karmeliterkloster in Worms stammt.

## Gegenwart
Heute ist St. Remigius eine der drei Kirchen in der Pfarrgruppe Osthofen innerhalb des Bistums Mainz.
An die Templerkommende erinnern die umgebenden Straßen Tempelgasse und Tempelgässchen.